# Château de Thieulloy
Le château de Thieulloy est situé sur la commune de Thieulloy-la-Ville, dans le département de la Somme et le canton de Poix de Picardie.

## Historique
La seigneurie de Thieulloy-la-Ville a appartenu aux familles Bigant, des Essarts de Lignières, puis Trudaine . En 1702, François Trudaine, seigneur d'Oissy, la vend à Pierre Colette, médecin à Amiens.
En 1736, Robert Jourdain, alors marchand et échevin à Amiens (1685 - 1757), fils d'autre Robert Jourdain et de Marie Madeleine Colette, hérite de la seigneurie de Thieulloy-la-Ville. Anobli en 1737 par une charge de Conseiller-secrétaire du Roi, Maison et couronne de France, il épouse en 1711 Marie-Thérèse Hoschedé. Tous deux ont pour fils Jean-Baptiste Jourdain de Thieulloy (1712-1786), maire d'Amiens de 1767 à 1768 et de 1771 à 1776, marié en 1746 avec Eugénie Louise Beauvain. Leur fils, Jean Baptiste Marie Robert Jourdain de Thieulloy (1747-1826) épouse en 1771 Marie Louise Opportune Poujol. Juste avant la Révolution, il fait construire, près d'Amiens, le château de Saint-Gratien. Leur fils, Florimond Jean-Baptiste Robert Jourdain de Thieulloy (1774-1862) habite le château de Saint-Gratien et laisse la terre de Thieulloy à son fils Edmond Jourdain de Thieulloy (1801-1886) qui, avec son épouse, Henriette Hortense de Rouvroy de Libessart (1807-1863), fait construire en 1842 le château de Thieulloy-la-Ville. Ce dernier passe après eux à leur fils, Charles de Thieulloy (1835-1888), maire de Thieulloy de 1878 à 1888, conseiller-général du canton de Poix de Picardie de 1886 à 1888, et à son épouse, Marie Charlotte du Maisniel. Ceux-ci paraissent avoir mis en place la grille en fer forgé qui donne accès au parc depuis la rue d'Hescamps, dont chacun des battants est surmonté du monogramme TM. Resté dans leur descendance jusqu'en 2020, le château et son parc font l’objet d’une inscription à l' Inventaire général du patrimoine culturel.